# Arthur Rimbaud

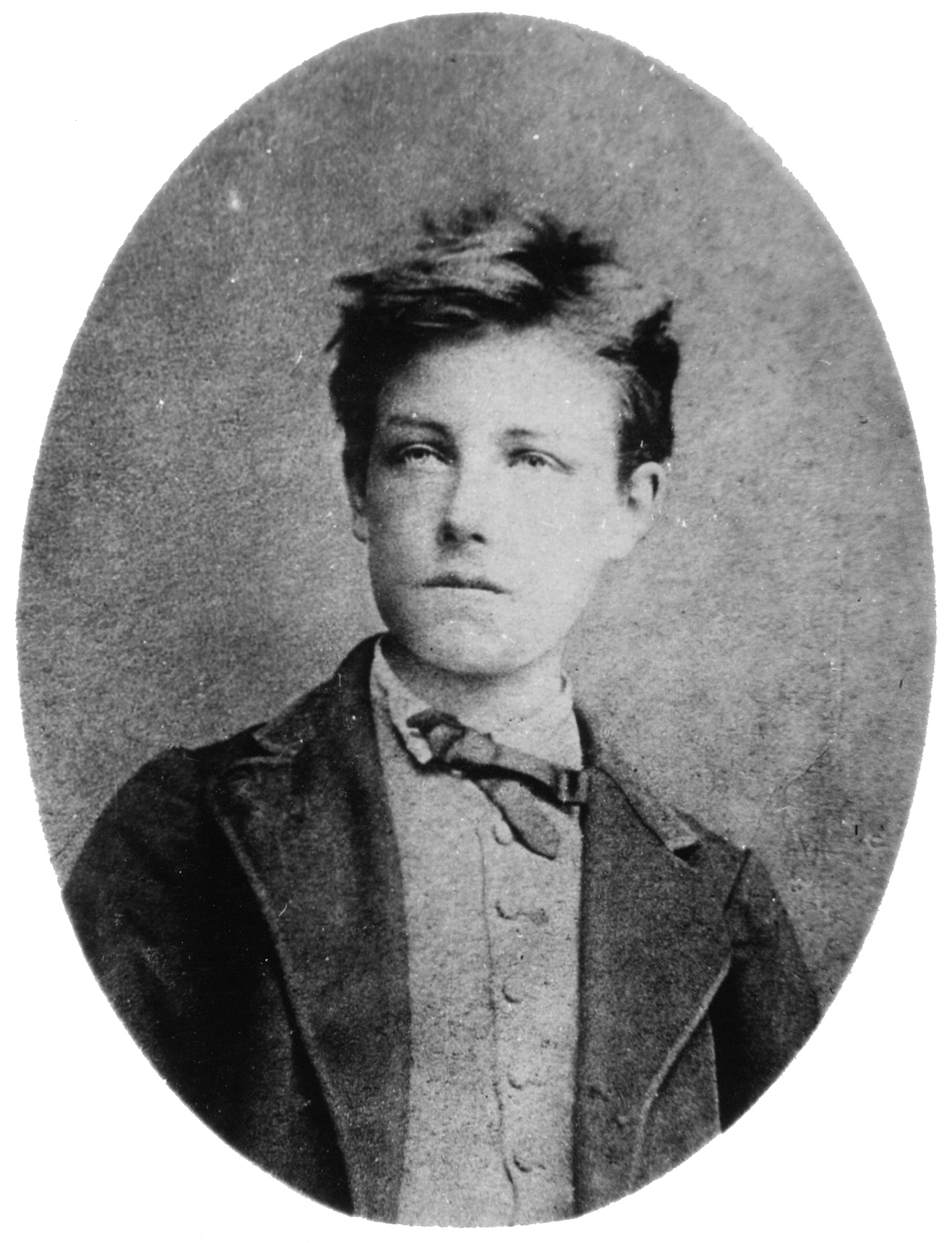
Arthur Rimbaud,
Foto: Étienne Carjat, 1872

Jean Nicolas Arthur Rimbaud [aʁtyʁ ʁɛ̃bo] ⓘ (* 20. Oktober 1854 in Charleville; † 10. November 1891 in Marseille) war ein französischer Dichter, Abenteurer und Geschäftsmann. Heute gilt er als einer der einflussreichsten französischen Lyriker.

## Leben

### Kindheit, frühe Jugend und erste Werke
Rimbaud wuchs in seinem Geburtsort Charleville an der Maas, nahe der Grenze zu Belgien, auf. Sein aus der Franche-Comté stammender Vater hatte erst mit 38 geheiratet (1853) und hielt sich als aktiver Berufsoffizier zumeist fern der Familie auf. 1861, kurz nach der Geburt des jüngsten Kindes der Familie, verließ er sie. Die elf Jahre jüngere Ehefrau und Mutter, die von einem größeren Bauernhof in Roche in den Ardennen stammte, betrachtete sich hiernach als Witwe und versuchte Jean, seinen ein Jahr älteren Bruder sowie seine beiden vier bzw. sechs Jahre jüngeren Schwestern, nach ihren streng religiösen und moralischen Grundsätzen zu erziehen.
Rimbaud war ein offenkundig hochbegabter Junge, der sich, wie er es 1871 rückblickend in dem autobiografischen Gedicht Les poètes de sept ans (Siebenjährige Dichter) schreibt, innerlich früh gegen seine Mutter auflehnte. Ab 1865 besuchte er das Gymnasium seiner Stadt, wo er am Schuljahresende stets mit Preisen ausgezeichnet worden ist (u. a. ein Hymnus auf Napoleon III.). Schon in früher Jugend las er viel und verfasste Geschichten und Verse; 1868 und 1869 wurden drei seiner lateinischen Gedichte als vorzügliche Schülerleistungen in Lehrerzeitschriften abgedruckt. Sein wohl ältestes erhaltenes Gedicht auf Französisch, das rührselige Les Étrennes des orphelins (Die Weihnachtsgeschenke der Waisenkinder), erschien in einer gutbürgerlichen Zeitschrift Anfang Januar 1870. Andere Werke aus den Jahren 1870/71 – unter anderem das erotische La première soirée (Der erste Abend), sowie Le Dormeur (Der Schläfer) – hinterlegte Rimbaud bei seinem Freund Paul Démeny; sie wurden erst nach seinem Tod in den Cahiers de Douai (Hefte von Douai) veröffentlicht.
Um diese Zeit war der junge Lehrer Georges Izambard (1848–1931), der zum Jahreswechsel 1869/1870 vorübergehend nach Charleville abgeordnet worden war, ein Mentor für ihn geworden. Er gewann ihn für seine regime- und kirchenkritische Gesinnung und lieh ihm, da er selbst literarisch ambitioniert war, Werke neuerer Autoren, z. B. der vehementen Kritiker der bürgerlichen Welt Victor Hugo und Charles Baudelaire. Rimbauds frühe Gedichte, soweit sie vor allem aus zwei Anfang 1871 von ihm geschriebenen Heften (s. u.) bekannt sind, waren noch stark beeinflusst von der Spätromantik sowie der damals modernen Parnassiens. So ist z. B. das radikalrepublikanische lange Gedicht Le Forgeron (Der Schmied) sichtlich von Hugos politischer Lyrik beeinflusst. Dem Stil und der Bilderwelt des Parnasse verpflichtet ist das ebenfalls sehr lange Soleil et chair (Sonne und Fleisch), eine Art heidnisches Glaubensbekenntnis. Bemerkenswert sind auch zwei Pastiches aus diesen Monaten: ein in Sprache und Stil François Villons verfasster fiktiver Brief an König Ludwig XI. und das als Satire gedachte fiktive Tagebuch eines naiv verliebten angehenden Priesters, Un cœur sous une soutane (Ein Herz unter einer Soutane).
Im damals typischen Gestus junger Dichter hasste Rimbaud die kleinbürgerliche Enge seiner Vaterstadt, was z. B. in dem satirischen Gedicht À la musique (An die Musik) zum Ausdruck kommt, wo er eine mittelmäßige Militärkapelle und ihr spießbürgerliches Publikum verspottet.
Im Mai 1870 versuchte er eine erste Kontaktaufnahme zur literarischen Welt der Hauptstadt Paris. Er schickte dem arrivierten Lyriker und Vorsitzenden der Parnassiens, Théodore de Banville, mehrere Gedichte, darunter das bekannte Ophélie (Ophelia), mit der Bitte um Aufnahme in Band II von dessen Anthologie Le Parnasse contemporain (nach der sich anschließend die betreffende Dichtergruppe benannte). Durchaus selbstbewusst kündigte er Banville an, er werde in ein, zwei Jahren sicherlich auch selbst in der Hauptstadt präsent sein.

### Sturm und Drang eines jungen Dichters
Im Spätsommer 1870 nahm das bis dahin äußerlich ruhige Leben des knapp 16-Jährigen eine tiefgreifende Wendung. Am 19. Juli 1870 hatte der französische Kaiser Napoleon III. dem König von Preußen den Krieg erklärt, sich aber rasch als militärisch unterlegen erwiesen. Mitte August begannen die Preußen und ihre Verbündeten, die Festung Sedan einzukreisen (Schlacht bei Sedan), die nur 25 km entfernt maasaufwärts von Charleville und der südlich hieran angrenzenden Garnison- und Festungsstadt Mézières lag. Wenig später, am 29. August 1870, nutzte Rimbaud das allgemeine Durcheinander in seinem frontnahen Heimatort: Er setzte sich über den ausdrücklichen Wunsch seines Mentors Izambard hinweg, der seine Paris-Träume kannte, inzwischen aber in seine Heimatstadt Douai zurückgekehrt war. Und statt zu Hause bei seiner Familie zu bleiben, bestieg er heimlich einen Zug und fuhr nach Paris. Ein wichtiges Motiv für ihn war offenbar, dass (wie er in einem Brief an Izambard beklagt hatte) keine neuen Bücher und Zeitschriften mehr in Charleville ankamen und er sich z. B. den neuesten Gedichtband von Paul Verlaine nicht beschaffen konnte, dessen Fêtes galantes (1869) er mit Begeisterung gelesen hatte.
Bei der Ankunft in Paris wurde er, weil er keine ausreichende Fahrkarte und auch kein Geld zum Nachlösen hatte, festgenommen und ins Gefängnis gesteckt. Von dort richtete er am 5. September 1870 (einen Tag nach der Abdankung Napoléons) einen Brief an Izambard mit der Bitte, dieser möge ihn auslösen.
Izambard schickte in der Tat die erforderliche Summe sowie das Geld für eine Fahrkarte nach Douai. Hier brachte er Rimbaud, nicht ohne zugleich dessen Mutter zu informieren, bei Verwandten unter und stellte ihn dem ebenfalls dichtenden Freund und Verleger Paul Demeny vor. Vor allem begeisterte er ihn für die Sache der soeben ausgerufenen Republik. Dass der nicht einmal 16-jährige Rimbaud in Douai reguläres Mitglied der dortigen Abteilung der Nationalgarde geworden sei, ist unwahrscheinlich. Immerhin verfasste er offenbar in ihrem Namen unter dem Pseudonym F. Petit einen an den Bürgermeister gerichteten Protestbrief, der in einer republikanischen Zeitschrift erschien.
Ende September kehrte er auf Verlangen seiner zornigen Mutter nach Charleville zurück, begleitet von Izambard, der sie vergeblich zu besänftigen versuchte.
Kaum zwei Wochen zu Hause, riss Rimbaud erneut aus und ging mit der Idee, Journalist zu werden, ins neutrale Belgien, zunächst nach Charleroi, dem Hauptort Walloniens, wo er über Izambard oder Demeny eine Adresse als Anlaufstelle hatte. Als er, sicher auch wegen seiner Jugend, abgewiesen wurde, fuhr er weiter nach Brüssel, wo er Izambard bei einem Freund vermutete, aber nicht antraf. Er reiste deshalb nach Douai, von wo er zwei Wochen später, Anfang November, wohl auf Drängen Izambards nach Hause zurückkehrte. Einige Gedichte, z. B. Au Cabaret-Vert (Im Grünen Cabaret) (eine Kneipe in Charleroi), entstanden während dieser Belgien-Exkursion.
Immerhin hatte Rimbaud in den beiden Wochen von Douai zwei Hefte mit 22 seiner bis dahin verfassten Gedichte gefüllt und Demeny übergeben. Seine mutmaßlichen Hoffnungen, Demeny, der Miteigentümer eines kleinen literarischen Verlags war, werde sie vielleicht publizieren, erfüllten sich nicht.
Viele dieser Stücke sind, im Sinne der Lyrik der Zeit, durchaus gefällig, auch wenn die nach dem Kriegsausbruch verfassten schon diese oder jene gewollte Dissonanz aufweisen. Für Anthologien und Schullesebücher werden sie deshalb bevorzugt ausgewählt, wie z. B. das bekannte Sonett über den toten Soldaten am Fluss, Le Dormeur du val (Der Schläfer im Tal)..
Den Winter 1870/1871 verbrachte Rimbaud lesend und schreibend in Charleville, das im Januar 1871 nach kurzem Beschuss von deutschen Truppen besetzt worden war. Die Schulen waren noch geschlossen, doch offensichtlich hatte er, entgegen den Wünschen seiner Mutter, die ihn angeblich in eine Privatschule (pension) stecken wollte, das Ziel des Baccalauréats auch aufgegeben. Seine häufigen Besuche in der Stadtbibliothek spiegelt das Gedicht Les assis (Die Sitzenden), worin er boshaft die anderen Leser karikiert und hierbei zugleich einen sehr unpoetisch wirkenden neuen Dichtstil erprobt.
Ende Februar riss er erneut aus und schlug sich durch nach Paris, das inzwischen von deutschen Truppen eingekreist und teilweise besetzt worden war. Er stöberte, wie sich einem Brief an Izambard entnehmen lässt, in Buchhandlungen, trat jedoch nach wenigen Tagen zu Fuß den Heimweg an. Unbewiesen und wenig wahrscheinlich ist die Vermutung, er habe sich nach Ausrufung der Pariser Kommune am 18. März 1871 erneut in die Hauptstadt aufgemacht und dort als Freischärler an der vergeblichen Verteidigung der anarchistisch und libertär organisierten Pariser Kommune teilgenommen. Seine Sympathien für die Kommune spiegeln sich jedoch in einigen Gedichten aus dieser Zeit, z. B. in dem bitterbösen Chant de guerre parisien (Pariser Kriegsgesang) oder dem sarkastischen L’Orgie parisienne Ou Paris se repeuple (Die Pariser Orgie, oder: Paris bevölkert sich wieder).
Im April bekam Rimbaud einen kleinen Job bei der neuen, linksgerichteten Charleviller Zeitung Le Progrès des Ardennes, die jedoch kurz darauf einging.

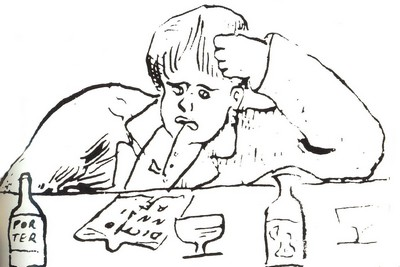
Rimbaud (gezeichnet von Verlaine)

Während Paris in politischen Wirren versank und die Entwicklung auf die blutige Niederschlagung der Kommune durch die Truppen der provisorischen französischen Regierung zusteuerte (22. – 28. Mai 1871), saß Rimbaud frustriert in Charleville, las sich weiter durch die Bestände der Stadtbibliothek, spintisierte und schrieb. Gelegentlich wurde er von Kumpanen zum Trinken eingeladen, wobei er als Gegenleistung offenbar den Clown und Unterhalter spielte. In dieser Zeit war der ebenfalls dichtende Freund Ernest Delahaye für ihn wichtig, dem er zeitlebens verbunden blieb und dessen Erinnerungen später eine bedeutende biografische Informationsquelle wurden.
Neue Versuche, gemäß dem Wunsch der zunehmend ungehaltenen Mutter einen ordentlichen Beruf zu ergreifen, unternahm er nicht, obwohl er finanziell von ihr schmerzhaft kurz gehalten wurde. Vielmehr schrieb er Gedichte in einem zunehmend hermetisch und teils provokativ unpoetisch wirkenden Stil und spann sich ein in seiner Vorstellungswelt. Hiervon zeugen die beiden exaltierten Briefe vom 12. und 15. Mai 1871, die als lettres du voyant (Briefe des Sehers) bekannt geworden sind. Der erste, kürzere, ist an Izambard gerichtet, der inzwischen in Douai wieder brav als Lehrer arbeitete und deshalb von Rimbaud etwas spöttisch behandelt wird. Der zweite, erheblich längere, ging an Demeny, der immerhin schon ein Gedichtbändchen publiziert hatte und den er jetzt anscheinend als wichtiger betrachtete.
In diesen Briefen entwirft Rimbaud eine eigene Poetik, seine individuelle Dichtungstheorie und -praxis, einschließlich einer „radikal verkürzte(n) Dichtungsgeschichte und -kritik“. Er versteht sich als eine Art Medium der Dichtkunst – der Dichter macht sich zum Seher, und zwar durch „eine lange, unermeßliche und planmäßige Ausschweifung aller Sinne“ (« dérèglement de tous les sens », deutsch: „Ent-regelung“).
Denn mit der berühmt gewordenen Formel Je est un autre (Ich ist ein Anderer) charakterisiert er den Dichter als dichtenden Seher und Erfüller einer Art höheren Auftrags, der ihn, auch gegen seinen Willen, in Ekstasen und in unbekannte Regionen der Phantasie und der Erkenntnis treibe, die den normalen Menschen unzugänglich und bisher auch von Dichtern kaum erreicht worden seien. Ich ist ein Anderer zeigt den Dichter auf dem Weg zum Seher als jemanden, der über sich selbst hinausgeht – eine Selbstbefreiung „als horrende Grenzüberschreitung“.
Zugleich bricht er den Stab über alle Lyriker vor ihm, mit Ausnahme Hugos, Baudelaires und Verlaines, und illustriert mit einigen eingestreuten eigenen Gedichten seine neuen Ideen von einer Dichtkunst, die weniger nach Schönheit strebt als nach enger Beziehung zur Realität, auch zur sozialen und politischen. Entsprechend beauftragte er brieflich wenig später Demeny, dieser möge die beiden Hefte mit seinen älteren Texten verbrennen (was der nicht tat). Das mitgeschickte längere Gedicht Les poètes de sept ans soll offenbar seinen Bruch mit der gutbürgerlichen Kindheit beweisen.
Mitte August 1871 sandte Rimbaud erneut ein Gedicht an Banville, samt einem Brief mit der wohl eher rhetorischen Frage, ob er seit dem letzten Jahr Fortschritte gemacht habe. Anscheinend kam aber keine Antwort auf das 160 Verse lange Opus Ce qu’on dit au Poète a propos de fleurs (Was man [d. h. ein anonymer typischer Spießbürger] dem Dichter zum Thema Blumen sagt). Vielleicht hatte die bewusst ungefällige Behandlung eines eigentlich gefälligen poetischen Sujets eher befremdlich auf Banville gewirkt.
Kurz danach, im September, suchte Rimbaud brieflich Kontakt mit dem bewunderten Verlaine. Dieser war beeindruckt von den mitgeschickten Gedichten und lud ihn sofort zu sich nach Paris ein.

### Bewegte Zeiten mit und ohne Verlaine
Rimbaud, der sich zu Hause unter Druck und fehl am Platz fühlte, folgte sofort und wurde aufgenommen von Verlaine und seiner hochschwangeren Frau Mathilde. Verlaine hatte zwar gerade als Sympathisant der Kommune seine Anstellung bei der Pariser Stadtverwaltung verloren, war aber dank seiner wohlhabenden verwitweten Mutter nicht mittellos. Als im Oktober Mathilde niederkam, wurde Rimbaud umquartiert zu deren Eltern, wo der knapp 17-Jährige sich allerdings durch betont flegelhaftes Betragen so unbeliebt machte, dass er zu Freunden Verlaines umziehen musste, die er jeweils auch verärgerte.
Nach Paris mitgebracht hatte er unter anderem sein 100 Verse langes Gedicht Das trunkene Schiff, das sein berühmtestes Werk werden sollte. Dieser surrealistisch wirkende Text, in dem das lyrische Ich als ein Schiff auftritt, das in eindrucksvollen Bildern von einer traumartigen Reise steuerlosen Dahintreibens erzählt, verschaffte dem jugendlichen Autor die sofortige Bewunderung des Kreises meist jüngerer (politisch eher linker) Literaten, in den er von Verlaine eingeführt wurde. Daneben schrieb er weitere Gedichte, darunter politisch motivierte, sowie zum Spaß auch einige Parodien im Stil seiner neuen Bekannten (erhalten in einem Sammelalbum des Kreises, dem sog. Album zutique). Die meisten Texte dieser Zeit, insbesondere das Bateau ivre, sind nur dadurch erhalten, dass Verlaine sie für sich abschrieb.

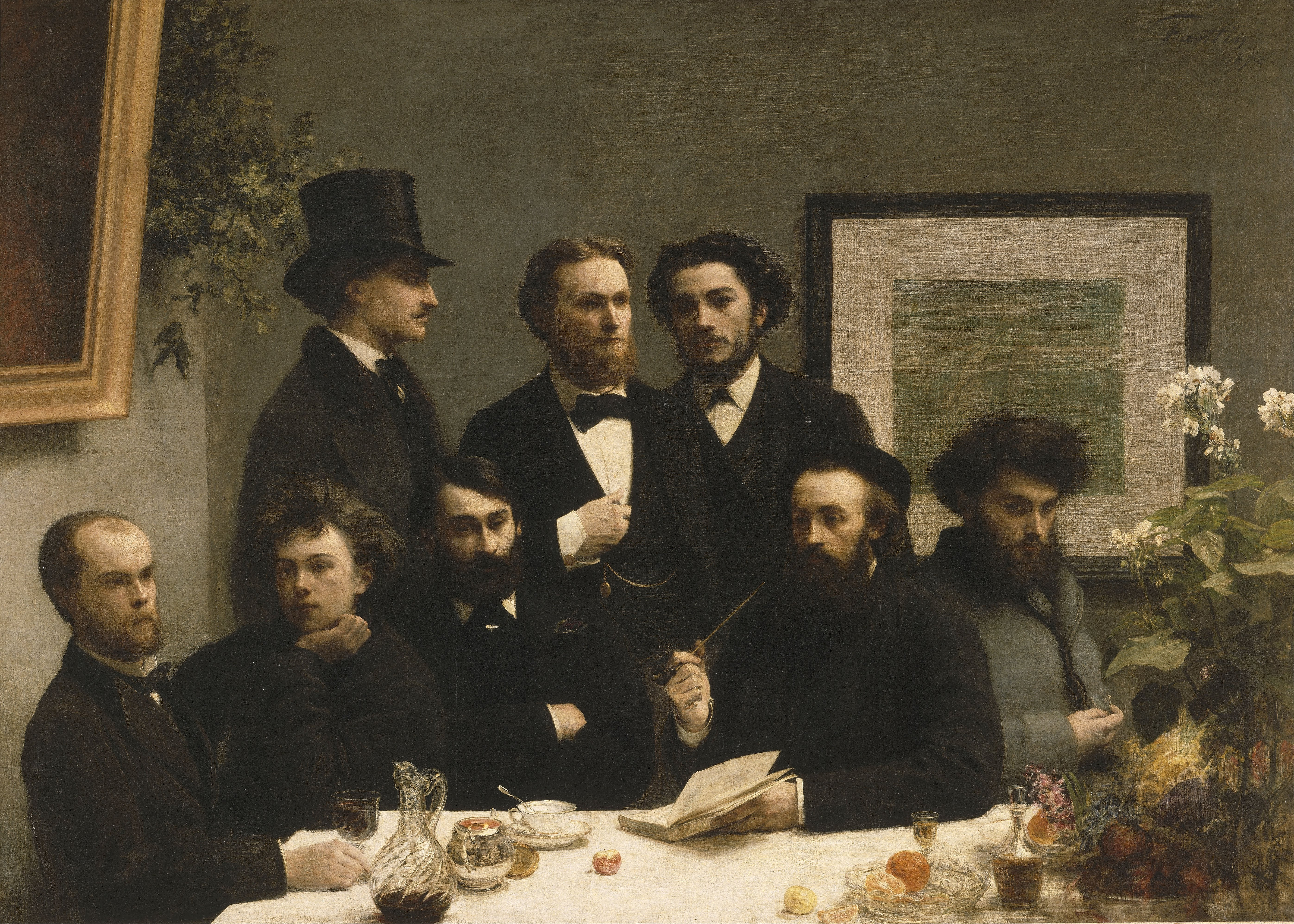
Paul Verlaine (ganz links) und Arthur Rimbaud (Zweiter von links) (Gemälde von Henri Fantin-Latour, 1872)

Spätestens gegen Jahresende entwickelte sich ein sexuelles Verhältnis zwischen Rimbaud und Verlaine. Dessen Frau, Schwiegereltern und Mutter waren empört, etliche Bekannte offenbar auch. Rimbaud zog sich deshalb Ende Februar 1872 wie ein Verstoßener zurück nach Charleville bzw. nach Roche, wo sich seine Familie jetzt immer häufiger aufhielt. Die nach dieser Art Flucht verfassten Gedichte zeugen von seiner Enttäuschung und Verunsicherung. Sie vollziehen zugleich einen weiteren Schritt zu hermetischen, mitunter sinnfrei wirkenden Texten und lösen sich zunehmend von den Zwängen formell korrekter Metrik und korrekten Reimens.
Im Mai 1872 folgte Rimbaud den Bitten Verlaines und kam wieder nach Paris. Ein paar Wochen später, am 7. Juli 1872, brachen die beiden, zunächst offenbar in Hochstimmung, Richtung Nordosten auf. Es war der Beginn eines einjährigen wechselvollen Wanderlebens, meistens zu zweit, aber immer wieder auch, nach Streitereien, getrennt. Ihren Lebensunterhalt bestritten sie anscheinend überwiegend mit Zuwendungen ihrer Mütter.
So waren sie im Herbst 1872, nach einer Stippvisite in Charleville und einem gescheiterten Versöhnungsversuch Verlaines mit seiner Frau, längere Zeit in London, wo sie unter emigrierten Kommunarden verkehrten. Hier schrieb Rimbaud wohl seine letzten Gedichte in Versform und schwenkte um auf Prosa, die ihm nun sichtlich als die angemessenere Form für die zunehmend unkonkreten Inhalte seiner Texte erschien. Wahrscheinlich entstanden in dieser Zeit erste Stücke der späteren Sammlung Illuminations.
Die Jahreswende 1872/1873 verbrachte er bei seiner Familie in Charleville, reiste im Januar jedoch auf Kosten der Mutter von Verlaine nach London, um den dort erkrankten Freund zu pflegen. Im April findet man ihn in Roche, im Mai und Juni wieder mit Verlaine in London. Ihre Liebesbeziehung wurde hier zunehmend geprägt von unerfüllten Wünschen und Sehnsüchten, von Schmerz und Wut und Verzweiflung über das absehbare Scheitern.

### Die letzten Jahre als Dichter
Spätestens in Roche war der inzwischen gut 18-Jährige offenbar in eine tiefe Krise gestürzt, die er hier und dann in London in kurzen Prosatexten mit gelegentlich eingestreuten Versen zu verarbeiten versuchte. In diesen gattungsmäßig schwer einzuordnenden Texten blickt Rimbaud scheinbar mehr alogisch assoziierend als logisch referierend auf seine Vergangenheit zurück und nimmt ebenso sprunghaft seine Gegenwart ins Visier. Dennoch sind die Texte genau gearbeitet.
In Form einer Mischung aus Rückschau, Beichte, Selbstgespräch, Bericht, Reflexion, Klage und Selbstanklage, zeitweise deprimiert und fast zornig, aus innerer Verwirrung heraus, unternimmt Rimbaud eine „beharrlich und streng zu Ende geführte Prüfung aller (seiner) metaphysischen Unternehmungen“, bei der er wahrlich durch die Hölle ging und geht. Une saison en enfer (Eine Zeit in der Hölle) betitelte er später das in Roche fertig bearbeitete Bändchen, in dem er nun umfassend das weiterführt, was er bereits in den Seher-Briefen proklamiert hatte. Im Kapitel Alchimie des Wortes entwickelt er seine neue Poetik, die in den Seher-Briefen ihren Anfang fand; nun aber formuliert er neu aus kritischer Rückschau auf seine damaligen Vorstellungen. Und im Kapitel Delirien I – Törichte Jungfrau/Der Höllengemahl blickt er zurück auf seine Beziehung zu Verlaine.
Am 10. Juli 1873 suchte er in Brüssel Verlaine auf, der ihn wenige Tage zuvor in London im Streit verlassen hatte und dann in Briefen an seine Mutter und an ihn mit Selbstmord gedroht hatte. Statt zur Versöhnung kam es jedoch zu neuem Streit, wobei der betrunkene Verlaine vor den Augen der Mutter mit einem Revolver auf Rimbaud schoss und ihm eine Wunde an der Hand beibrachte. Zwar verzichtete Rimbaud auf eine Strafverfolgung, doch wurde Verlaine inhaftiert und anschließend zu einer zweijährigen Gefängnisstrafe verurteilt, die praktisch das Ende ihrer schwierigen Freundschaft bewirkte.
Rimbaud ging nach Roche, wo er Une saison en enfer mit dem Kapitel Adieu wie folgt abschloss: „Ich! ich, der sich Magier oder Engel genannt hat, losgesagt von jeder Moral, ich bin der Erde zurückgegeben, eine Pflicht zu suchen und die rauhe Wirklichkeit zu umarmen!“
Im Oktober 1873 erfolgte der Druck in Brüssel, doch blieb die gesamte Auflage, außer einigen Vorab-Exemplaren, die er, u. a. an Verlaine, verschenkte, im Lager der Druckerei. Sie galt sogar, bis zu ihrer zufälligen Wiederentdeckung 1901, als von Rimbaud selbst vernichtet.
Ende des Jahres lernte er bei einem Paris-Besuch mit Germain Nouveau einen neuen Freund kennen. Mit ihm reiste er im März 1874 abermals nach London. Dort arbeitete er (gemeinsam mit Nouveau) an der Reinschrift einer offenbar schon 1872 begonnenen Serie von kurzen Texten in Prosa (den späteren Illuminations). Es sind dies suggestiv-assoziative, weitgehend sinnfreie, teils bewegte, teils unbewegte impressionistische Bilder aus Wort-, Klang-, Gedanken- und Dingmalereien, die sich wie Traumvisionen oder gar Halluzinationen lesen, sich jeder logischen Deutung entziehen, aber dennoch keinen Zweifel an ihrem Charakter als innerlich zusammenhängende Wortkunstwerke lassen.
Ein erst 2018 entdeckter Brief Rimbauds an den im Londoner Exil lebenden Jules Andrieu (ehemaliges Mitglied der Pariser Kommune) vom 16. April 1874 belegt, dass Rimbaud in diesen Wochen mit einem literarisch-poetischen Projekt L’histoire splendide befasst war, wofür er Unterstützung bei Andrieu erbat. Die bereits verfassten Prosagedichte waren vermutlich als Teil dieses Projektes vorgesehen. Andrieu reagierte offenbar nicht.
Im Juli 1874 bat Rimbaud seine Mutter und die ältere Schwester Vitalie, ihn in London zu besuchen, weil es ihm sehr schlecht ging (mit Krankenhausaufenthalt). Am Jahresende kehrte er nach Charleville zurück.

### Auf der Suche nach einer neuen Identität
Nach dem Fehlschlag im Zusammenhang mit L’historie splendide hatte der nunmehr 19-Jährige mit der Literatur wohl abgeschlossen. Er begann Klavierspielen zu üben und ging im Februar 1875 nach Stuttgart, mit der Absicht, Deutsch zu lernen. Hier erhielt er Besuch von dem vorzeitig entlassenen und mittlerweile zum katholischen Glauben zurückgekehrten Verlaine, der ihn zu versöhnen und ihn vergeblich zu der Frömmigkeit zu führen versuchte, die ihn selbst im Gefängnis überkommen hatte. Ihm gab er Manuskripte von Prosagedichten mit, mit dem ausdrücklichen Hinweis, dass sie veröffentlicht werden sollten.
Im Mai brach er zu Fuß in Richtung Italien auf, wo er Italienisch zu lernen gedachte. Die Prosagedichte wurden erst 1886 ohne sein Wissen von Verlaine in einer Zeitschrift publiziert, wobei dieser auch den mehrdeutigen Titel (kolorierte Buchillustrationen bzw. Erleuchtungen) festlegte.
Zurück aus Italien, wo er erkrankt war und mit vorgestrecktem Geld eines Konsulats die Rückreise nach Roche hatte antreten müssen, stellte Rimbaud Überlegungen an, ob er vielleicht als Externer noch das Baccalauréat ablegen könne. Doch wurde hieraus nichts, vielmehr findet man ihn im Juli 1875 in Paris, wo er eine befristete Stelle als Repetitor erhalten hatte. Das Winterhalbjahr 75/76 verbrachte er in Charleville, wo er weiter Klavierspielen übte, aber auch den Tod der älteren seiner beiden Schwestern erlebte.

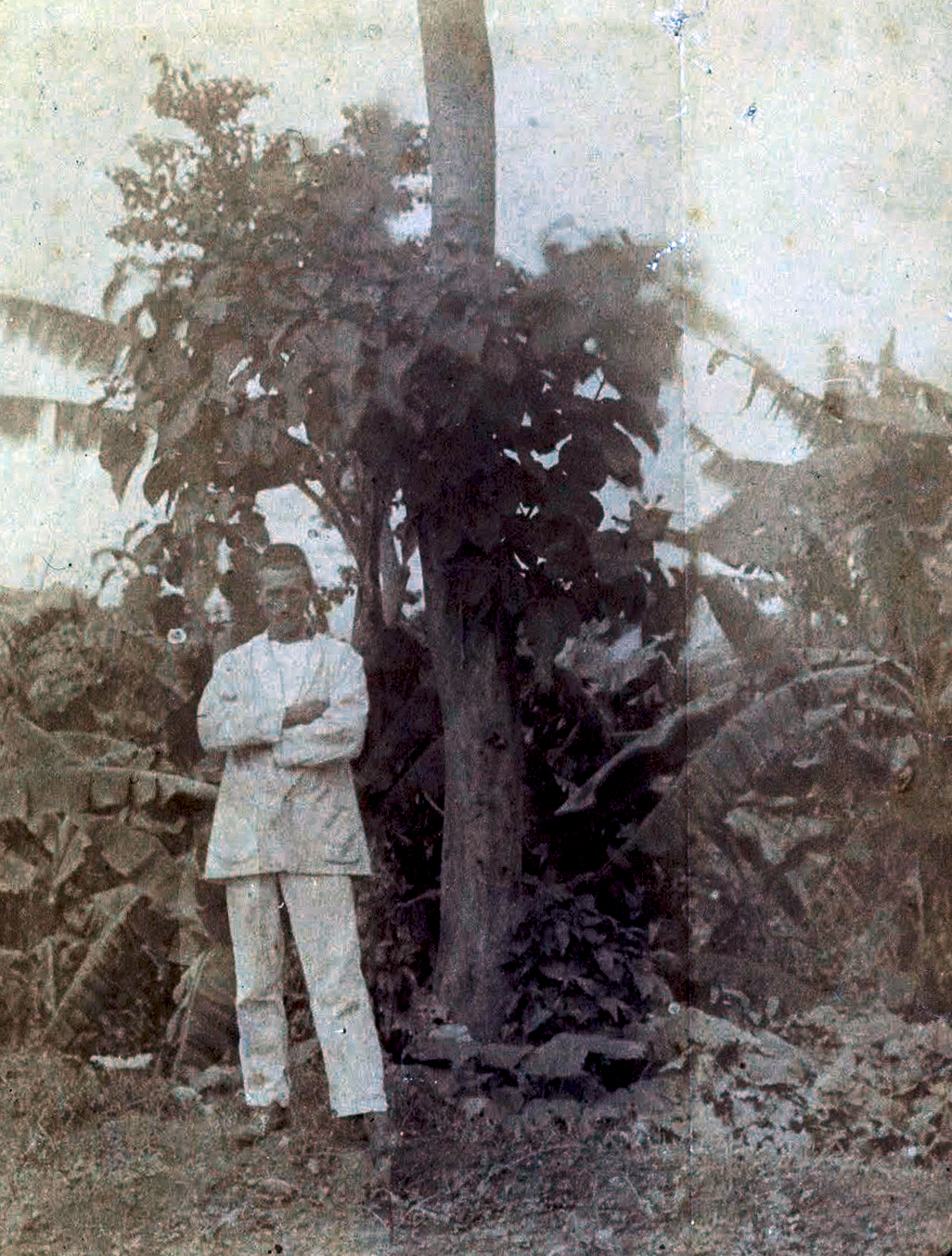
Rimbaud in Harar (Äthiopien) ca. 1883

Mit dem Frühjahr überkam ihn neue Unrast. Im April 1876 findet man ihn in Wien und wenig später in Brüssel, wo er sich als Söldner in der holländischen Kolonialarmee anwerben ließ. Auf Java angekommen, desertierte er jedoch und fuhr als Matrose auf einem englischen Segelschiff zurück. Nach einer kürzeren Zeit in Nordeuropa (1877) ging er nach Alexandria, erkrankte dort und schlüpfte danach kurz bei seiner Familie unter. 1878 findet man ihn in Hamburg, später in Italien und schließlich auf Zypern, wo er im Dienst einer französischen Firma einige Zeit einen Steinbruch leitete.
1880 gelangte er nach Aden (im heutigen Jemen) und wurde dort Angestellter einer französischen Firma, die mit Pelzen und Kaffee handelte. Für sie, aber später auch auf eigene Initiative und Rechnung unternahm er mehrfach Expeditionen in das fast noch unbekannte Innere von Äthiopien und Somalia, wobei er die geschäftlichen Aspekte mit wissenschaftlichen zu verbinden versuchte und z. B. einen mit eigenen Fotos illustrierten Bericht für eine geographische Fachzeitschrift verfasste, der 1884 erschien.
Anfang 1891, während eines Aufenthalts in Somalia, bekam er starke Schmerzen im Knie. Er liquidierte unter Verlusten, aber immer noch mit einem beträchtlichen Kapital, sein Geschäft und reiste unter großen Strapazen nach Marseille. In einer dortigen Klinik für gut situierte Patienten stellte sich heraus, dass er Knochenkrebs hatte und das Bein amputiert werden musste. Hiernach verbrachte er, auf Genesung hoffend, einige Sommerwochen in Roche, fuhr dann aber wieder unter Schmerzen in die Klinik nach Marseille. Zuvor vernichtete er fast alle in seinem Besitz befindlichen Materialien aus seiner Zeit als moralisch, politisch und religiös nicht bürgerlich-korrekt schreibender Dichter, die er als fern und abgetan betrachtete.
Rimbaud starb in der Klinik am 10. November 1891 um 10 Uhr morgens und wurde auf dem Friedhof von Charleville beigesetzt.
Trotz des Fehlens der genannten Materialien, insbesondere der meisten an ihn gerichteten Briefe, sind die Stationen der Biografie Rimbauds als jugendlicher Literat, junger Abenteurer und zuletzt offenbar auch wohlhabend gewordener Geschäftsmann relativ gut bekannt dank zahlreicher erhaltener Briefe von ihm, z. B. an Izambard oder an seine Mutter, sowie vieler weiterer Dokumente.

## Nachleben

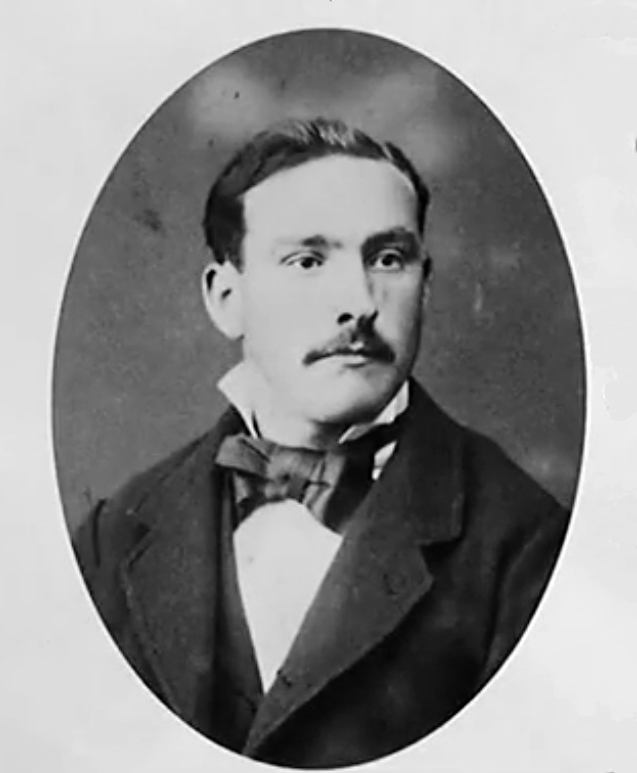
Angebliches Porträt von Rimbaud im Jahr 1879 (höchstwahrscheinlich unauthentisch).

Die Nachwirkung Rimbauds setzte ein, als ab 1883 literarische Zeitschriften ohne sein Zutun Werke von ihm abzudrucken begannen, und zwar vor allem auf Initiative Verlaines und nach Texten, die dieser als Autographen oder, wie z. B. das Bateau ivre, in eigenen Abschriften besaß. Verlaine selbst verfasste ein vielbeachtetes literarisches Porträt Rimbauds, das er 1883 in einer Zeitschrift publizierte und 1884 in seinen Band Verfemte Dichter aufnahm. Der erste Versuch einer Sammelausgabe der Versdichtungen Rimbauds, die insbesondere auch die frühen Texte enthielt, die Izambard und Demeny besaßen, erschien 1891 wenige Tage vor seinem Tod und zweifellos ohne sein Wissen unter dem seltsamen Titel Le Reliquaire. Sie fand eine gewisse Verbreitung, obwohl sie aus verlagsrechtlichen Gründen sofort verboten worden war, weil sie ein Raubdruck von Teilen einer von Verlaine und anderen vorbereiteten Gesamtausgabe war.
Diese Ausgabe selbst wurde anschließend lange von Rimbauds Schwester Isabelle behindert, die sich als Erbin und Sachwalterin ihres Bruders sah und in seinem Sinne zu handeln glaubte, wenn sie alle in ihren Augen anstößigen Texte, auch solche, die schon publiziert waren, zu vernichten versuchte. 1895 kam, schließlich doch mit ihrem Placet, die erste Gesamtausgabe heraus, deren Korpus sich in den nachfolgenden Jahrzehnten immer wieder um neu aufgetauchte Texte vermehrte, denn Rimbaud hatte häufig Blätter mit Gedichten an Bekannte verschenkt.
Rückblickend gesehen verdankt er sein literarisches Überleben wohl weitgehend dem Einsatz seines Exfreundes Verlaine, auch wenn dieser sicher ebenfalls davon profitierte.
Der Einfluss des insgesamt nur schmalen Werkes sowie auch der mysteriösen Figur Rimbauds auf die Dichter des Symbolismus und des Expressionismus war beträchtlich, auch die Surrealisten mit ihrer Idee des nur vom Unbewussten gesteuerten Schreibens, der écriture automatique, orientierten sich an ihm. In Deutschland beeinflusste die auf Le Reliquaire beruhende Teilübertragung Karl Anton Klammers (1907) die expressionistischen Lyriker, z. B. Georg Heym und Paul Zech. Dieser, der sich Anfang der 1920er Jahre auf die für ihn typische äußerst freie Weise als Rimbaud-Nachdichter betätigte, ein umfangreiches Rimbaud-Porträt schrieb und 1925 auch ein Drama mit Rimbaud als Protagonisten verfasste, hat offensichtlich das Bild des Autors im deutschen Sprachraum maßgeblich, allerdings nicht eben zutreffend, geprägt. Einer der bekanntesten deutschen Rimbaud-Übersetzer der neueren Zeit wurde Paul Celan (1958). Auch die Berliner Malerin Jeanne Mammen, die sich schon während ihrer künstlerischen Isolation zur Zeit der nationalsozialistischen Herrschaft mit dem Dichter beschäftigt hatte, legte eine Übersetzung der Illuminationen vor, welche 1967 in der Insel-Bücherei erschien. Ihre Auseinandersetzung mit Rimbaud spiegelt sich auch in ihrem bildnerischen Werk wider.
Rimbaud beeinflusste im Einzelnen z. B. Van Morrison, der 1985 den Song Tore down a la Rimbaud veröffentlichte, Bob Dylan, Fabrizio De André, Klaus Hoffmann, Henry Miller, Patti Smith, Richard Hell (Television), Jim Morrison, Penny Rimbaud (Crass), Wladimir Wyssozki, Klaus Mann, Georg Trakl, die Beat-Poeten u. a. Die Band Eloy benutzte seine Sommermorgenröte als Intro zu The Sun-Song. Der französische Sänger Raphaël veröffentlichte in seinem zweiten Album La Réalité (2003) das Lied Être Rimbaud. Die wohl berühmteste Vertonung von Gedichten Rimbauds sind Les Illuminations op. 18 für Sopran (oder Tenor) und Streichorchester (1939) von Benjamin Britten. Der deutsche Komponist Siegfried Bernhöft vertonte 2003/04 Tanz der Gehenkten, Im grauen Abendregen, Der arme Traum und Rondo für gemischten Chor. Die deutsch-englische Musikgruppe Slapp Happy veröffentlichte auf ihren Alben Slapp Happy (1974) und Acnalbasac Noom (1980) mit Mr. Rainbow einen Song über Rimbaud. Benjamin Hiesinger komponierte 2019 auf der Basis von Rimbauds Prosawerk Ein Aufenthalt in der Hölle sowie mit Auszügen aus Gedichten und Briefen ein gleichnamiges „schillerndes Geflecht aus gesprochenem und gesungenem Text, Melodien, ekstatischen Klanggebilden und treibender Rhythmik“, das einen Zugang zur Rimbaudschen Gedankenwelt eröffnet.
Der Aachener Rimbaud Verlag, gegründet 1981, wählte den Dichter als Namensgeber.
Patti Smith kaufte das Haus in Roche, nachdem sie darum gebeten worden war, es zu erhalten; ggf. für spätere Studienzwecke.
2022 schrieb die Dramatikerin Anja Hilling das Stück Liberté oh no no no, das Rimbauds Illuminations im Spiegel einer kulturkapitalistischen Gegenwart betrachtet.

## Werke (Auswahl)

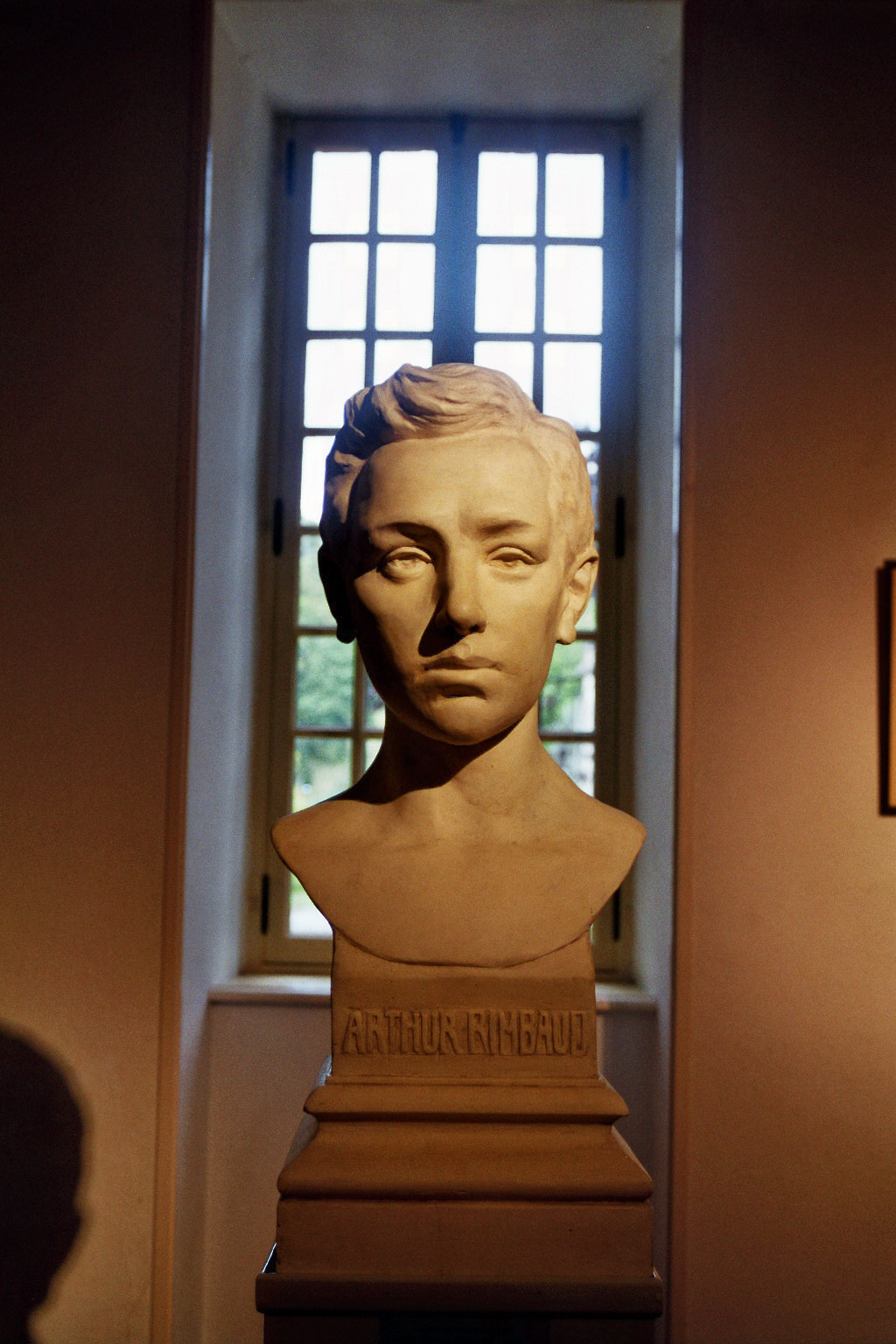
Büste von Arthur Rimbaud

- Œuvres complètes. Édition établie, présentée et annotée par Antoine Adam. La Pléiade, Gallimard, Paris 1972[22]
- Rimbaud: Sämtliche Dichtungen. Französisch und deutsch. Übers. Walther Küchler. Lambert Schneider, Heidelberg 1946
  - Rimbaud: Sämtliche Dichtungen. Französisch und deutsch. Übers. Walther Küchler, ergänzt durch Carl Andreas (das ist Friedrich Denk). Rowohlt, Reinbek 1963 u. ö.[23]
- Briefe. Dokumente. Übersetzt und erläutert von Curd Ochwadt. EA Lambert Schneider, Heidelberg 1961; Veränderte Lizenzausgabe Rowohlt, Reinbek 1964[24]
  - Briefe und Dokumente. Übersetzt und erläutert von Curd Ochwadt. Erweiterte Neuausgabe Berlin 2021. ISBN 978-3-945980-58-3. PDF bei Autonomie & Chaos (355 Seiten, 5,19 MB).
- Le Bateau ivre / Das trunkene Schiff. Übers. von Paul Celan. Wiesbaden 1958
- Das trunkene Schiff. Gedichte Neu-Übers. Thomas Eichhorn, ausgezeichnet mit dem André-Gide-Preis. Rimbaud Verlag, Aachen 1991, ISBN 3-89086-871-1; leicht überarb. ebd. 2000
  - Zweisprachig bei dtv. Die gängige Fassung: Insel, Frankfurt 2008, ISBN 3-458-19300-6. Häufige Auflage. mit versch. Übers., oft in Sammelbänden seiner Gedichte
- Une saison en enfer (1873), dt. Eine Zeit in der Hölle oder Ein Aufenthalt in der Hölle ISBN 3-89086-874-6
- Illuminationen. Übers. Jeanne Mammen. Insel, Frankfurt am Main 1967
- Illuminationen; Leuchtende Bilder ISBN 3-89086-870-3[25]
- Lettres du voyant (1871); deutsch: Die Zukunft der Dichtung. Die Seher-Briefe. Beigefügt Essays von Philippe Beck, Tim Trzaskalik. Matthes & Seitz, Berlin 2010, ISBN 978-3-88221-545-8
- Seher-Briefe / Lettres du voyant. Hrsg., Übers. Werner von Koppenfels. Dieterich’sche Verlagsbuchhandlung, Mainz 1990
- Rimbaud – Jean-Jacques Lefrère: Korrespondenz. Übers., Kommentar: Tim Trzaskalik. Matthes & Seitz, Berlin 2017
- Der Dieb des Feuers. Die Erleuchtungen. Ein Sommer in der Hölle. Ein Herz unter einer Soutane. Aus dem Französischen von Josef Kalmer. Mit einem Vorwort von Lydia Mischkulnig. Herausgegeben und mit einem Nachwort versehen von Alexander Emanuely. Verlag der Theodor Kramer Gesellschaft, Wien 2018, ISBN 978-3-901602-71-9

Die Texte in Sämtliche Dichtungen des Jean Arthur Rimbaud. Nachdichtungen von Paul Zech (1927, überarbeitet 1944 im Exil in Buenos Aires und in dieser Version neu aufgelegt 1963 u.ö.) sind keine Übertragungen, sondern, wie oben erwähnt, mehr oder weniger freie Nachdichtungen. Als Verstehenshilfe für die Originale erscheinen sie wenig geeignet.

## Filme
- 1971: Georg Stefan Troller: Am Rande der bewohnbaren Welt. Das Leben des Dichters Arthur Rimbaud. Dokumentarfilm, WDR.
- 1982: Olivier Esmein: Rimbaud, l’éternité retrouvée. Dokumentarfilm, 11 min.
- 1991: Richard Dindo: Arthur Rimbaud, une biographie. Biographie mit rekonstruierten Szenen, DVD Arte-Vidéo (2005).
- 1995: Agnieszka Holland: Total Eclipse – Die Affäre von Rimbaud und Verlaine. Spielfilm, mit Leonardo DiCaprio.
- 1995: Marc Rivière: Arthur Rimbaud, l’homme aux semelles de vent. TV-Spielfilm, 115 min., DVD LCJ éditions.
- 1996: Jean Teulé: Rainbow pour Rimbaud (nach dem gleichnamigen Roman des Autors). Spielfilm, 82 min.
- 1998: Jean-Philippe Perrot: Rimbaud, Athar et Liberté libre. Dokumentarfilm, 2 × 90 min., DVD Aptly-Média (2008).
- 2004: Alain Romanetti: Rimbaud, je est un autre, Dokumentarfilm, 52 min., DVD Atelier Dominik (2005).